# Ross Lovegrove

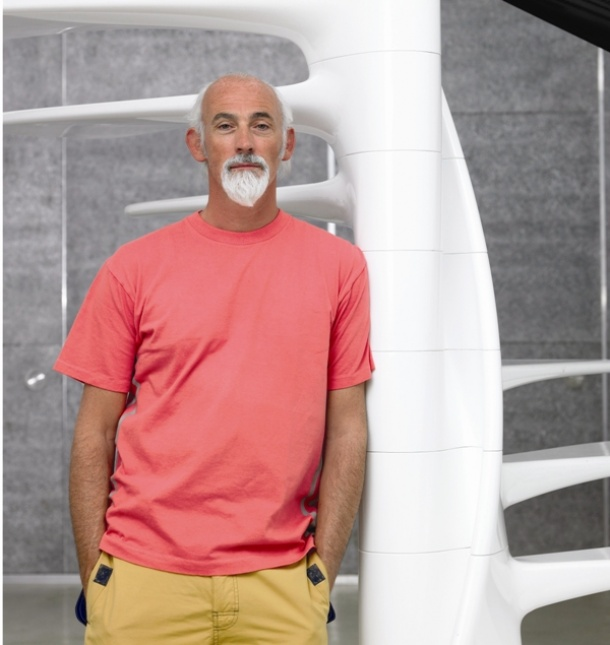

Ross Lovegrove (ur. 1958 w Cardiff w Walii) – designer, projektant produktów - m.in. lamp, mebli, środków transportu. Znany ze swojej pracy dla firm Sony (Walkman), Apple (iMac), Airbus, Moroso, Artemide i dziesiątków innych przedsiębiorstw z całego świata. Studiował na politechnice w Manchesterze, a później w Królewskim College'u Sztuki, w Londynie, gdzie ma do tej pory swoje studio. Jego filozofią projektowania stało się pojęcie DNA: Design+Natura+Art.